# Omar Gaber
Omar Gaber (Arabisch: عمر جابر) (Caïro, 30 januari 1992) is een Egyptisch voetballer die bij voorkeur als rechtsback speelt. Hij tekende in 2018 bij Pyramids FC. In 2011 debuteerde Gaber voor Egypte.

## Carrière

### Clubcarrière
Gaber speelde dertien jaar in de jeugdopleiding van Al-Zamalek. In 2010 werd hij bij het eerste elftal geroepen. In totaal speelde de rechtsachter 138 wedstrijden (alle competities inbegrepen) voor Al-Zamelek, waarin hij dertien doelpunten maakte. In 2016 werd hij verkocht aan FC Basel, dat een vierjarig contract klaarlegde. Op 24 juli 2016 maakte de Egyptisch international zijn opwachting in de Zwitserse Super League tegen FC Sion. Gaber werd met Basel de Zwitserse dubbel en kwam met de club in de Champions League uit tegen Paris Saint-Germain.
In januari 2018 leende Basel de Egyptenaar uit aan het Amerikaanse Los Angeles FC. Los Angeles nam hem in de zomer van 2018 definitief over, om hem vervolgens meteen (met winst) te verkopen aan Pyramids FC, een ambitieuze club uit Egypte die in de zomer van 2018 fors geld investeerde om de top van het Egyptische en Afrikaanse voetbal te bestormen.

### Interlandcarrière
Gaber debuteerde op 3 september 2011 voor de nationale ploeg van Egypte. Zijn eerste interland was een Afrika Cup-kwalificatiewedstrijd tegen Sierra Leone. Een maand eerder had hij met de Egyptische U20 deelgenomen aan het WK –20 in Colombia. In de eerste groepswedstrijd scoorde Gaber het enige Egyptische doelpunt in het 1-1-gelijkspel tegen Brazilië, het land waarmee Egypte uiteindelijk zou doorstoten naar de knock-outfase. Daarin verloor Egypte in de met 2-1 van Argentinië. Gaber speelde drie van de wedstrijden, enkel in de laatste groepswedstrijd tegen Oostenrijk kwam hij niet in actie.
In 2012 nam hij met Egypte –23 deel aan de Olympische Spelen in Londen. Gaber kwam er twee wedstrijden in actie: in de laatste groepswedstrijd tegen Wit-Rusland en in de kwartfinale tegen Japan, telkens na een invalbeurt. Gaber werd in 2018 ook geselecteerd voor het WK 2018, maar in Rusland kwam de verdediger niet van de bank.

## Erelijst
Al-Zamalek
- Premier League

2014/15
- Beker van Egypte

2012/13, 2013/14, 2014/15
 FC Basel
- Raiffeisen Super League

2016/17
- Zwitserse voetbalbeker

2016/17